# Puraṃdara Dāsa
Puraṃdara Dāsa, con grafia inglese Purandara Dasa (in kannada ಪುರಂದರ ದಾಸ; 1470 – 1564), è stato un compositore indiano.
Fu il fondatore e uno dei più importanti compositori della musica carnatica. Il suo contributo innovativo alla musica è considerato incommensurabile, ed è venerato come il Karnataka Sangeeta Pitamaha (Padre della Musica Carnatica). Simili alle composizioni di Kanaka Dasa, Purandara Dasa affrontata nella sua musica le questioni sociali in aggiunta agli aspetti devozionali. Kanaka fu studioso della musica carnatica appena fondata da Purandara Daasa.